# Костры горят
«Костры горят» (груз.: ჭიაკოკონა) — советский фильм 1961 года, снятый на киностудии «Грузия-фильм» режиссёром Юрием Кавтарадзе

## Сюжет
По мотивам произведений Р. Гветадзе о борьбе грузинских крестьян с меньшевиками за установление Советской власти в Грузии.
1916 год, Грузия накануне Революции. Жизнь Ирмы трагически меняется: под обвалом в шахте погибает отец, одновременно жениха Роина — большевика — арестовывают за подпольную деятельность, а вскоре отправляют в окопы Первой мировой войны. Ирму приютил дядя Хорсо. Наступает 1917 год, Февральская революция, к власти приходят меньшевики. Одному из видных грузинских меньшевиков Окропиру нравится Ирма, и дядя соглашается выдать за него племянницу. Ирме же всё равно: она получила извещение о смерти Роина на фронте. После невесёлой свадьбы муж везёт Ирму в город, и тут в поезде она встречает Роина, который вернувшись с развалившегося фронта ехал к товарищам по подполью. На первом же полустанке Ирма и Роин сходят с поезда. Но счастье их было недолгим. Окропир разыскал жену… Ирма не имела вестей от Роина, но с началом Октябрьской революции у Ирмы появилась надежда: грузинский народ восстал против меньшевистской власти, и горящие костры — сбор на борьбу, в которой участвует и Роин.

## В ролях
- Лия Элиава — Ирма
- Нино Гамбашидзе — Жужуна
- Малхаз Бебуришвили — Роин
- Гиви Тохадзе — Окропир Метревели
- Давид Абашидзе — шахтер Бочи Морчадзе
- Коте Даушвили — Левантий
- Нодар Чхеидзе — Георгий
- Эроси Манджгаладзе — Хосро
- Нодар Пиранишвили — Амиран
- Ираклий Учанейшвили — Эристо
- Меги Цулукидзе — Кесария
- Григол Талаквадзе — Теофиле
- Гоги Твалавадзе — Датуна

Фильм дублирован на русский язык на Центральной студии киноактера Мосфильма в 1961 году, режиссёр дубляжа А. Фролов.

## Критика
Фильм был признан слабым, в прокате получил лишь третью категорию.

Фильм «Костры горят» обещал быть интересным, над ним трудились опытный сценарист С. Жгенти, даровитый режиссер Ю. Кавтарадзе, талантливый оператор Г. Калатозишвили. Однако работа интересного творческого коллектива в целом оказалась неудачной. В картине есть живые человеческие характеры. Таковы вожак партизанского отряда шахтер Бочи в ярком исполнении Д. Абашидзе, старик Левантий, темпераментно сыгранный К. Даушвили. Динамично решены массовые сцены, передающие пафос и накал народной борьбы. Однако авторам не удалось органически соединить эпический размах повествования о народной судьбе с рассказом о личных драмах героев.— журнал «Искусство кино», 1963